# Jimmy S. Benyon
Jimmy S. Benyon war ein britischer Bahnradsportler und UCI Weltmeister 1905.
1903 wurde Jimmy S. Benyon bei den UCI-Bahn-Weltmeisterschaften 1903 in Kopenhagen Vize-Weltmeister im Sprint der Amateure. Im Jahr darauf wurde er bei den Bahn-Weltmeisterschaften in London Dritter im Sprint. 1905 wurde er Sprint.Weltmeister und gewann den Grand Prix de Paris. 1905 gewann er den traditionsreichen Muratti Gold Cup auf der Radrennbahn von Manchester.
1907 startete Benyon gemeinsam mit Iren Harry Reynolds beim Sechstagerennen in New York. Bei der Ablösung stürzten beide schwer, so dass sie das Rennen aufgeben mussten.